# Royal Designers for Industry
La Royal Designer for Industry è un'onorificenza istituita dalla Royal Society of Arts (RSA) nel 1936 per incoraggiare un elevato standard di design industriale e per migliorare lo status dei designer. Il titolo viene conferito alle persone che hanno raggiunto "l'eccellenza sostenuta nel design estetico ed efficiente per l'industria". I cittadini britannici aggiungono la sigla RDI ai loro nomi, i cittadini stranieri ricevono il titolo onorario Honorary RDIs (HonRDI). Tutti coloro che detengono l'onorificenza sono membri della Faculty of Royal Designers for Industry (fondata nel 1938).
I professionisti che detengono il titolo lavorano in diversi ambiti, dalla moda all'ingegneria, dal teatro al design del prodotto, dalla grafica all'ingegneria ambientale.
Ogni anno si conferiscono nuovi titoli; la Faculty of Royal Designers for Industry continua a sostenere iniziative per promuovere l'eccellenza nel design, anche tramite una scuola estiva (summer school) annuale per giovani designer innovativi.
La Royal Designer for Industry è considerata la più alta onorificenza nel Regno Unito in una vasta gamma di discipline, incluso il design industriale. Il titolo può essere conferito contemporaneamente a un massimo di 200 professionisti; in proporzione, il numero di titoli onorari concessi deve equivalere al massimo alla metà dei titoli RDI già conferiti.
Le onorificenze vengono assegnate durante un evento, la Royal Designer for Industry Annual Dinner. Ogni due anni gli ex Maestri della Facoltà eleggono un nuovo collega. Fra i Maestri si annoverano Dinah Casson, Mike Dempsey, Sir Kenneth Grange, Geoffrey Harcourt, Martin Hunt, Timothy O'Brien, Chris Wise, Malcolm Garrett e Tristram Carfrae. L'attuale Master è Mark Major.

## Membri attuali
L'elenco include gli attuali RDI, la data del loro conferimento e la categoria di design per la quale sono stati premiati.

### RDI ordinari
| Nome                       | Categoria                                    | Anno |
| -------------------------- | -------------------------------------------- | ---- |
| Ron Arad                   | Architettura d'interni                       | 2002 |
| Dennis Bailey              | Illustrazione e design                       | 1980 |
| Edward Barber OBE          | Architettura d'interni                       | 2007 |
| John Barnard               | Disegno tecnico                              | 1995 |
| Patrick Bellew             | Ingegneria ambientale                        | 2010 |
| Sir Tim Berners-Lee        | Progettazione dell'interazione               | 2009 |
| Derek Birdsall             | Grafica                                      | 1983 |
| Peter Blake CBE            | Grafica                                      | 1981 |
| Sir Quentin Blake CBE      | Illustrazione                                | 1987 |
| Sue Blane MBE              | Scenografia e Costumi                        | 2005 |
| Neville Brody              | Grafica                                      | 2011 |
| Alison Brooks              | Progettazione architettonica                 | 2017 |
| Peter Brookes              | Grafica                                      | 2002 |
| Julian Brown               | Design del prodotto                          | 1998 |
| Paul Brown                 | Scenografia e costumi                        | 2013 |
| Margaret Calvert OBE       | Grafica                                      | 2011 |
| Nicholas Butler            | Design del prodotto                          | 1981 |
| Ian Callum                 | Disegno tecnico                              | 2006 |
| Donald Cameron             | Disegno tecnico                              | 2004 |
| Tristram Carfrae           | Disegno tecnico                              | 2006 |
| David Carter CBE           | Design del prodotto                          | 1974 |
| Matthew Carter             | Disegno di caratteri tipografici             | 1981 |
| Ian Cartlidge              | Grafica                                      | 2013 |
| Ron Carter                 | Architettura d'interni                       | 1971 |
| Dinah Casson               | Architettura d'interni                       | 2005 |
| Hussein Chalayan           | Design della moda                            | 2013 |
| Sir David Chipperfield CBE | Architettura d'interni                       | 2006 |
| Alison Chitty              | Direttore di produzione                      | 2009 |
| Jim Clay                   | Direttore di produzione                      | 2009 |
| Peter Clegg                | Architettura                                 | 2010 |
| Kim Colin                  | Architettura d'interni e Design del prodotto | 2018 |
| Stuart Craig OBE           | Direttore di produzione                      | 2004 |
| Neisha Crosland            | Design della moda (disegno tessile)          | 2006 |
| Bob Crowley                | Scenografia                                  | 1997 |
| Mike Dempsey               | Grafica                                      | 1994 |
| Marion Deuchars            | Illustrazione                                | 2018 |
| Es Devlin OBE              | Scenografia                                  | 2018 |
| Eileen Diss                | Scenografia teatrale e televisiva            | 1975 |
| William Dudley             | Scenografia                                  | 1988 |
| Sir James Dyson CBE        | Disegno tecnico                              | 2005 |
| Eileen Ellis               | Design della moda (disegno tessile)          | 1984 |
| Brian Eno                  | Design del suono                             | 2012 |
| Simon Esterson             | Grafica                                      | 2001 |
| Mark Farrow                | Grafica                                      | 2009 |
| Colin Forbes               | Grafica                                      | 1974 |
| Michael Foreman            | Illustrazione                                | 1985 |
| Nick Foster                | Futures Design                               | 2021 |
| Lord Norman Foster         | Architettura d'interni                       | 1988 |
| Jenny Frean                | Design della moda (disegno tessile)          | 1998 |
| John Galliano CBE          | Design della moda                            | 2002 |
| Malcolm Garrett MBE        | New media                                    | 2000 |
| Nigel Gee                  | Disegno tecnico                              | 2007 |
| David Gentleman            | francobolli                                  | 1970 |
| Sir Kenneth Grange CBE     | Design                                       | 1969 |
| Andrew Grant               | Architettura del paesaggio                   | 2012 |
| Fernando Gutiérrez         | Grafica                                      | 2014 |
| Margaret Hall OBE          | Mostre                                       | 1974 |
| Geoffrey Harcourt          | Architettura d'interni                       | 1978 |
| George Hardie              | Grafica                                      | 2005 |
| Tim Harvey                 | Scenografia                                  | 1990 |
| Patrick Head               | Disegno tecnico                              | 1993 |
| Thomas Heatherwick         | Design                                       | 2004 |
| Sam Hecht                  | Direttore di produzione                      | 2008 |
| Peter Higgins              | Architettura d'interni                       | 2009 |
| David Hillman              | Grafica                                      | 1997 |
| Matthew Hilton             | Architettura d'interni                       | 2004 |
| Richard Hollis             | Grafica                                      | 2005 |
| Margaret Howell            | Design della moda                            | 2007 |
| Richard Hudson             | Scenografia                                  | 1999 |
| Barbara Hulanicki          | Design della moda                            | 2009 |
| Martin Hunt                | Ceramica e vetro                             | 1981 |
| Nigel Irens                | Disegno tecnico                              | 2005 |
| Alan Irvine                | Mostre e museum design                       | 1964 |
| Sir Jonathan Ive KBE       | Design del prodotto                          | 2003 |
| Betty Jackson              | Design della moda                            | 1988 |
| Eva Jiřičná                | Architettura d'interni                       | 1991 |
| William Neill Johnstone    | Design della moda (disegno tessile)          | 1989 |
| Stephen Jones OBE          | Modista                                      | 2009 |
| Ben Kelly                  | Architettura d'interni                       | 2007 |
| Perry King                 | Design del prodotto                          | 1990 |
| Sarah King                 | Design della moda (disegno tessile)          | 2008 |
| Rodney Kinsman             | Architettura d'interni                       | 1990 |
| Geoffrey Kirk              | Disegno tecnico                              | 2001 |
| Alan Kitching              | Grafica/Tipografia                           | 1994 |
| Martin Lambie-Nairn        | Grafica                                      | 1987 |
| Roger Law                  | Grafica e caricatura                         | 1999 |
| Stefanos Lazaridis         | Scenografia                                  | 2003 |
| Sonny Levi                 | Design navale e nautico                      | 1987 |
| Robin Levien               | Ceramica e vetro                             | 1995 |
| David Lewis                | Design del prodotto                          | 1995 |
| Tom Lloyd                  | Direttore di produzione                      | 2008 |
| Bernard Lodge              | Grafica                                      | 1982 |
| Ross Lovegrove             | Design del prodotto                          | 2003 |
| George Mackie              | Design del libro                             | 1973 |
| Tim Macfarlane             | Ingegneria strutturale                       | 2004 |
| Mark Major                 | Progettazione illuminotecnica                | 2012 |
| Roger Mann                 | Architettura d'interni                       | 2005 |
| Pearce Marchbank           | Grafica                                      | 2004 |
| John McConnell             | Grafica                                      | 1987 |
| Antony McDonald            | Scenografia                                  | 2004 |
| Alex McDowell              | Direttore di produzione                      | 2006 |
| Sir David McMurtry CBE     | Disegno tecnico                              | 1989 |
| Marshall Meek              | Architettura navale                          | 1986 |
| Tony Meeuwissen            | Illustrazione                                | 2013 |
| Jasper Morrison CBE        | Architettura d'interni                       | 2001 |
| Colin Mudie                | Design navale e nautico                      | 1995 |
| Morag Myerscough           | Design della comunicazione                   | 2017 |
| John Napier                | Scenografia                                  | 1996 |
| Marc Newson CBE            | Design                                       | 2006 |
| Timothy O'Brien            | Scenografia                                  | 1991 |
| Jay Osgerby OBE            | Architettura d'interni                       | 2007 |
| Nick Park CBE              | Animazione                                   | 2006 |
| Charlie Paton              | Disegno tecnico                              | 2012 |
| John Pawson                | Architettura d'interni                       | 2005 |
| Stephen Payne OBE          | Disegno tecnico                              | 2006 |
| Dan Pearson                | Architettura del paesaggio                   | 2012 |
| Luke Pearson               | Design del prodotto                          | 2008 |
| Anthony Powell             | Costumista                                   | 1999 |
| Sandy Powell               | Costumista                                   | 2013 |
| Mary Quant OBE             | Stilista                                     | 1969 |
| Wendy Ramshaw CBE          | Design di gioielli                           | 1999 |
| James Randle               | Disegno tecnico                              | 1994 |
| Mary Restieaux             | Design della moda (disegno tessile)          | 2011 |
| Mike Rawlinson             | Infografica                                  | 2017 |
| Dame Zandra Rhodes DBE     | Moda e tessili                               | 1976 |
| Philip Ruffles             | Disegno tecnico                              | 1997 |
| Patrick Rylands            | Design del prodotto                          | 1999 |
| Ron Sandford               | Illustrazione                                | 1989 |
| Peter Saville CBE          | Grafica                                      | 2011 |
| Gerald Scarfe CBE          | Illustrazione                                | 1989 |
| Arnold Schwartzman OBE     | Grafica                                      | 2006 |
| Paul Smith CBE             | Design della moda                            | 1978 |
| Alan Stanton               | Architettura d'interni                       | 2005 |
| Ben Terrett                | Service design                               | 2018 |
| Alan Tye RIBA              | Design del prodotto                          | 1986 |
| Georgina von Etzdorf       | Design della moda (disegno tessile)          | 1995 |
| Stuart Walker              | Scenografia                                  | 1998 |
| Simon Waterfall            | Progettazione dell'interazione               | 2007 |
| David Watkins              | Design di gioielli                           | 2010 |
| Dame Vivienne Westwood DBE | Design della moda                            | 2001 |
| Raymond Wheeler            | Disegno tecnico                              | 1995 |
| Sarah Wigglesworth         | Architettura                                 | 2012 |
| Kim Wilkie                 | Architettura del paesaggio                   | 2009 |
| Paul Williams              | Architettura d'interni                       | 2009 |
| Chris Wise                 | Ingegneria strutturale                       | 1998 |
| Michael Wolff              | Grafica                                      | 2011 |
| Terence Woodgate           | Architettura d'interni                       | 2003 |
| Patrick Woodroffe          | Progettazione illuminotecnica                | 2013 |
| Saeed Zahedi OBE           | Disegno tecnico                              | 2013 |

### RDI onorari
| Nome                | Categoria                               | Anno |
| ------------------- | --------------------------------------- | ---- |
| Junichi Arai        | Design della moda (disegno tessile)     | 1987 |
| Fabien Baron        | Grafica                                 | 2000 |
| Mario Bellini       | Design                                  | 1991 |
| Manolo Blahnik      | Stilista calzaturiere                   | 2001 |
| Andrea Branzi       | Design                                  | 2008 |
| James Carpenter     | Vetro design                            | 2008 |
| Ivan Chermayeff     | Grafica                                 | 1991 |
| Seymour Chwast      | Grafica                                 | 2005 |
| Antonio Citterio    | Design                                  | 2007 |
| Kyle Cooper         | Grafica (Film e TV )                    | 2001 |
| Wim Crouwel         | Grafica                                 | 1998 |
| Lidewij Edelkoort   | Analisi delle serie storiche nella Moda | 2013 |
| Hartmut Esslinger   | Design del prodotto                     | 2013 |
| Niels Diffrient     | Architettura d'interni                  | 1987 |
| Sara Fanelli        | Illustrazione                           | 2006 |
| Dionysis Fotopoulos | Scenografia                             | 1992 |
| Naoto Fukasawa      | Design del prodotto                     | 2007 |
| Karl Gerstner       | Grafica                                 | 2006 |
| Konstantin Grcic    | Architettura d'interni                  | 2009 |
| Bob Greenberg       | Progettazione dell'interazione          | 2012 |
| Kathryn Gustafson   | Architettura del paesaggio              | 2001 |
| Armin Hofmann       | Illustrazione                           | 1968 |
| Knud Holscher       | Design del prodotto                     | 2004 |
| Toshio Iwai         | Progettazione dell'interazione          | 2012 |
| Rei Kawakubo        | Design della moda                       | 2001 |
| Friso Kramer        | Arredamento                             | 1979 |
| Yrjö Kukkapuro      | Architettura d'interni                  | 2002 |
| Jack Lenor Larsen   | Design della moda (disegno tessile)     | 1983 |
| Italo Lupi          | Grafica                                 | 2002 |
| Erik Magnussen      | Arredamento e product                   | 2001 |
| Enzo Mari           | Design del prodotto                     | 2000 |
| Javier Mariscal     | Design                                  | 2006 |
| Bruce Mau           | Grafica                                 | 2011 |
| Ingo Maurer         | Progettazione illuminotecnica           | 2005 |
| Alberto Meda        | Design del prodotto                     | 2005 |
| Ottavio Missoni     | Design della moda (disegno tessile)     | 1997 |
| Rosita Missoni      | Design della moda (disegno tessile)     | 1997 |
| Issey Miyake        | Design della moda                       | 1988 |
| Bruno Monguzzi      | Grafica                                 | 2003 |
| Marcello Morandini  | Ceramica                                | 2004 |
| Ulf Moritz          | Design della moda (disegno tessile)     | 2004 |
| Vuokko Nurmesniemi  | Moda e tessili                          | 1988 |
| Sergio Pininfarina  | Progettazione di automobili             | 1983 |
| Mark Pollack        | Design della moda (disegno tessile)     | 2007 |
| Dieter Rams         | Apparecchi elettrici e Arredamento      | 1968 |
| Tomas Roope         | Progettazione dell'interazione          | 2012 |
| Martha Schwartz     | Architettura del paesaggio              | 2009 |
| Jean-Jacques Sempé  | Illustrazione                           | 1989 |
| Maurice Sendak      | Illustrazione                           | 1986 |
| Erik Spiekermann    | Disegno di caratteri tipografici        | 2007 |
| Roger Tallon        | Design                                  | 1973 |
| Piero Tosi          | Costumista                              | 2007 |
| Dries van Noten     | Design della moda                       | 2008 |
| Massimo Vignelli    | Design                                  | 1996 |
| Michel Virlogeux    | Disegno tecnico                         | 2006 |
| Yohji Yamamoto      | Design della moda                       | 2006 |
| Sori Yanagi         | Design                                  | 2008 |
| Peter Zumthor       | Architettura                            | 2012 |

## Membri del passato

### RDI ordinari[8]

#### 1930
- Tom Purvis, Arte commerciale, 1936
- Eric Gill, Tipografia e Intaglio del legno, 1936
- Harold Stabler, Ceramica, smalto e argenteria, 1936
- George Sheringham, Architettura d'interni e Tessuti, 1936
- James Hogan, Vetro e vetro opalino, 1936
- Keith Murray, Vetro, ceramica e argento, 1936
- Fred Taylor, Grafica, 1936
- H G Murphy, Oreficeria, 1936
- J H Mason, 1936
- C. F. A. Voysey, Architettura d'interni, arredamento e tessuti, 1936
- Douglas Cockerell, Legatoria, 1936
- Ethel Mairet, Intrecci tessili, 1937 (Prima donna ad aver conseguito l'onorificenza)[9]
- Reco Capey, Design, 1937
- Milner Gray, Imballaggio, 1937
- Percy Metcalfe, Medaglie e conio, 1937
- Edward Gordon Craig, Scenografia, 1937
- Ambrose Heal, Arredamento, 1939
- Brian O'Rorke, Architettura d'interni, 1939

#### 1940
- Susie Cooper, Ceramica, 1940
- E W Grieve, Allestimento di Vetrina, 1940
- Allan Walton, Stampa tessile, 1940
- Francis Meynell, Tipografia, 1940
- A B Read, Apparecchi d'illuminazione, 1940
- Anna Zinkeisen, Grafica e pittura murale, 1940
- Gordon Russell, Arredamento, 1940
- Percy Delf Smith, Lettering, 1940
- Duncan Grant, Stampa tessile, 1941
- Charles Holden, Attrezzatura per il trasporto, 1943
- Barnes Wallis, Aeroplani, 1943
- Wells Coates, Design, 1944
- Enid Marx, Pattern Design, 1944
- R D Russell, Arredamento, 1944
- Charles Nicholson, Yacht, 1944
- Geoffrey de Havilland, Aeroplani, 1944
- James Gardner, Mostre, 1947
- Ashley Havinden, Grafica, 1947
- Robert Goodden, Design, 1947
- Christian Barnard, Attrezzatura per il trasporto, 1948
- Edward Bawden, Grafica, 1949
- Barnett Freedman, Grafica, 1949
- Roger Furse, Scenografia, 1949
- Eric Carlton Ottaway, Autovetture, 1949

#### 1950
- Edward Molyneux, Abbigliamento, 1950
- James McNeill, Imbarcazioni, 1950
- J Laurent Giles, Yachts, 1951
- John Waterer, Articoli in pelle, 1953
- Ernest Race, Arredamento, 1953
- Uffa Fox, Piccole imbarcazioni, 1955
- Reynolds Stone, Lettering, 1956
- Misha Black, Mostre e Architettura d'interni, 1957
- Abram Games, Poster, 1959
- Robin Day, Arredamento e Mostre, 1959
- F H K Henrion, Imballaggio e grafica, 1959
- Hans Schleger, Progettazione di Mostre, 1959
- Berthold Wolpe, Carattere (tipografia) e lettering, 1959

#### 1960
- Stanley Morison, Disegno di caratteri tipografici e tipografia, 1960
- Basil Spence, Mostre e Architettura d'interni, 1960
- Alastair Morton, Tessuti, 1960
- Jack Howe, Prodotti e macchinari industriali, 1961
- Stefan Buzas, Mostre e Architettura d'interni, 1961
- Hugh Casson, Mostre, 1961
- Lucienne Day, Tessuti, 1962
- David Mellor, Argento, posate e illuminazione, 1962
- Tom Eckersley, Poster, 1963
- Robert Heritage, Arredamento, 1963
- Hardy Amies, Stilista, 1964
- Jacqueline Groag, Design della moda (disegno tessile), 1964
- Alec Issigonis, Autovettura, 1964
- William Lyons, Autovettura, 1964
- Herbert Spencer, Tipografia, 1965
- Robert Welch, Design del prodotto e argenteria, 1965
- Hans Wegner, Arredamento, 1969
- Natasha Kroll, Allestimento di negozi e scenografia, 1966
- Alex Moulton, Prodotti d'ingegneria, 1968
- Margaret Leischner, Tessuti, 1969
- Ian Proctor, Barche e artigianato, 1969

#### 1970
- Allen Hutt, Tipografia e impaginazione, 1970
- Gerald Benney, Argenteria, 1971
- Jocelyn Herbert, Scenografia, 1971
- Richard Levin, Scenografia, 1971
- Neville Ward, Architettura d'interni e design navale e nautico, 1971
- Jean Muir, Stilista, 1972
- Tony Abbott, Scenografia, 1972
- Alan Fletcher, Grafica, 1972
- Eileen Gray, Arredamento e architettura d'interni, 1972
- Marianne Straub, Intreccio tessile, 1972
- Richard Stevens, Design del prodotto, 1973
- Walter Tracy, Disegno di caratteri tipografici, 1973
- Howard Upjohn, Design del prodotto, 1973
- Noel London, Engineering Design del prodotto, 1973
- Peter Simpson, Intreccio tessile, 1974
- Douglas Scott, Disegno industriale, 1974
- Edward Ardizzone, Illustrazione, 1974
- Lynton Lamb, Design del libro e illustrazione, 1974
- Edward Abbott, Illustrazione, 1974
- Hulme Chadwick, Design del prodotto, 1974
- Gordon Cullen, Illustrazione e Architettura del paesaggio, 1975
- Lionel Haworth, Disegno tecnico, 1976
- Hans Schmoller, Tipografia, 1976
- A A Rubbra, Disegno tecnico, 1977
- William Brown, Progettazione di ponti, 1977
- Julia Trevelyan Oman, Scenografia, 1977
- George Him, Grafica, 1977
- Jon Bannenberg, Yacht a motore, 1978
- Bill Brandt, Fotografia, 1978
- Colin Chapman, Progettazione di automobili, 1979
- Paul Hogarth, Illustrazione, 1979
- Osbert Lancaster, Illustrazione, 1979
- Laurence Irving, date tbc

#### 1980
- Derek Prime, Disegno tecnico, 1982
- Edmund Happold, Disegno tecnico, 1983
- Ralph Koltai, Scenografia, 1984
- Frank Whittle, Disegno tecnico, 1985
- Achille Castiglioni, Design, 1986
- Kay Cosserat, Design della moda (disegno tessile), 1986
- Antony Armstrong-Jones, I conte di Snowdon, Fotografia, 1986
- Christopher Cockerell, Disegno tecnico, 1987
- Bill Moggridge, Design del prodotto, 1988

#### 1990
- Ronald Searle, Illustrazione, 1991
- John Box, Direttore di produzione, 1992
- Eric de Maré, Fotografia, 1997
- Philip Thompson, Grafica e Illustrazione, 1997
- Richard Eckersley, Design del libro, 1999

#### 2000
- James Irvine, Design del prodotto, 2004
- Derek Sugden, Disegno tecnico, 2009

#### 2010
- Andy Cameron, Progettazione dell'interazione, 2011

### RDI onorari[8]

#### 1930
- Edward McKnight Kauffer, Arte commerciale, 1936
- Edward Hald, Vetro, 1939
- Christian Joachim, Ceramica, 1939
- Raymond Loewy, Design, 1939

#### 1940
- Alvar Aalto, Design, 1947
- Walter Gropius, Design, 1947
- Steen Eiler Rasmussen, Design, 1947
- Astrid Sampe, Design della moda (disegno tessile), 1949
- Kaare Klint, Arredamento, 1949

#### 1950
- Walter Dorwin Teague, Design, 1951
- Battista Farina, Autovettura, 1954

#### 1960
- Marcello Nizzoli, Macchina per scrivere e macchina da calcolo, 1961
- Charles Eames, Arredamento, Mostre e Architettura d'interni, 1960
- Timo Sarpaneva, Ceramica e Tessuti, 1963
- Saul Bass, Grafica, 1964
- Tapio Wirkkala, Vetro, legno e argento, 1964
- Jan Tschichold, Tipografia e Design del libro, 1965
- Alexander Girard, Interiors, Mostre e furnishing Tessuti, 1965
- Piet Zwart, Tipografia, 1966
- Carlo Scarpa, Design di musei e Architettura d'interni, 1969
- Ilmari Tapiovaara, Arredamento, 1969

#### 1970
- WHJB Sandberg, Scenografia di mostre e musei, tipografia, 1971
- Franco Albini, Architettura d'interni, mostre e arredamento, 1971
- Børge Mogensen, Arredamento, 1972
- George Nelson, Design, 1973
- Paul Rand, Grafica, 1973
- André François, Grafica 1974
- Olin Stephens, Design navale e nautico (di Yacht), 1975
- Henryk Tomaszewski, Grafica, 1975
- Walter Herdeg, Grafica, 1976
- Bruno Mathsson, Arredamento, 1978
- Finn Juhl, Arredamento e architettura d’interni, 1978
- Dora Jung, Intreccio tessile, 1979

#### 1980
- Saul Steinberg, Illustrazione, 1980
- Richard Buckminster Fuller, Architettura e design, 1980
- Jean-Michel Folon, Illustrazione, 1981
- Herbert Matter, Grafica e fotografia, 1982
- Takashi Kono, Grafica, 1983
- Herbert Bayer, Grafica, 1984
- CL 'Kelly' Johnson, Aeroplani, 1984
- Shigeo Fukada, Grafica, 1986
- Norman McLaren, Animazione, 1986
- Antti Nurmesniemi, Design, 1986
- Sigurd Persson, Design, 1987
- Gordon Andrews, Design, 1987
- Josef Muller-Brockmann, Grafica, 1988
- Role Topor, Illustrazione, 1988
- Josef Svoboda, Scenografia, 1989

#### 1990
- Henry Wolf, Grafica, 1990
- Vico Magistretti, Design, 1992
- Nanna Ditzel, Design del prodotto, 1996
- Pierre Mendell, Grafica, 1999

#### 2000
- Ken Adam, Progettazione cinematografica, 2009
- Dame Vivienne Westwood DBE, Design della moda, 2001